# Klaus Gjasula
Klaus Fatmir Gjasula (* 14. prosince 1989 Tirana) je albánský profesionální fotbalista, který hraje na pozici defensivního záložníka za albánský národní tým. Od léta 2024, kdy mu vypršela smlouva s německým klubem SV Darmstadt 98, je bez angažmá.

## Klubová kariéra
Gjasula se narodil v hlavním městě Albánie Tiraně, vyrůstal ale v německém Freiburgu. Má albánské i německé občanství. Gjasula působil od mládí v německém fotbale a do roku 2018 působil v nižších německých soutěžích.
V létě 2018 posílil druholigový Paderborn, se kterým ve své první sezóně postoupil do německé Bundesligy. V německé nejvyšší soutěži debutoval v sezóně 2019/20, nastoupil do 29 utkání a vstřelil 2 branky.
Sezónu 2020/21 strávil opět v druhé lize, kterou si zahrál v dresu Hamburku.
Poté, co se v Rothosen nedokázal prosadit, se Gjasula v létě 2021 přesunul do Darmstadtu a ihned se stal součástí základní sestavy. V sezóně 2022/23 pomohl Gjasula Darmstadtu k postupu do nejvyšší soutěže, kterou si tak mohl zahrát po více než 4 letech. 12. května 2024 Darmstadt oznámil, že Gjasula po v létě 2024 klub po vypršení smlouvy opustí.

## Reprezentační kariéra
Gjasula debutoval v albánské reprezentaci 7. září 2019 v kvalifikačním utkání o Euro 2020 proti Francii.
V květnu 2024 byl Gjasula nominován na závěrečný turnaj EURO 2024. 19. června v zápase proti Chorvatsku vystřídal Qazima Laçiho a v 76. minutě smolně trefil do vlastní branky, čímž poslal soupeře do vedení 2:1. V 95. minutě pak vstřelil svůj první reprezentační gól a vyrovnal na konečných 2:2. Stal se tak prvním náhradníkem v historii soutěže, který si v jednom zápase vstřelil gól i vlastní branku.